# Duša Trobec Bučan
Duša Trobec Bučan, slovenska pravnica in političarka, * 1958.
24. decembra 2009 je postala državna sekretarka v Službi vlade za lokalno samoupravo in regionalno politiko in 11. januarja 2011 je postala ministrica brez listnice iste službe. 18. aprila istega leta je nepreklicno odstopila z ministrskega položaja; po njenih besedah so bili vzrok za odstop prehudi pritiski različnih lobijev.